# Serripes groenlandicus
Serripes groenlandicus is een tweekleppigensoort uit de familie van de Cardiidae. De wetenschappelijke naam van de soort is voor het eerst geldig gepubliceerd in 1786 door Mohr.